# Fort Saint-Ange
Le Fort Saint-Ange (Fort Sant'Angelo, anciennement Castrum Maris) est un fort militaire, édifié dans la commune de Il-Birgu au sud du Grand Harbour sur l'île de Malte. Son emplacement permet de surveiller l'entrée du Grand Harbour et de contrôler l'accès aux rades voisines.

## Histoire

### Antiquité
Il n'existe aucune certitude sur l'existence d'un bâtiment sur le site avant le XIIIe siècle. Seuls quelques rares indices pourraient cependant l'évoquer : (I) La colonne centrale de la chapelle Sainte-Anne dans le fort est faite de granit rose d'origine égyptienne, probablement amené durant l'Antiquité romaine (II) la mention dans un texte romain d'un temple dédié à Junon/Astarté dans le Grand Harbour (mais sans localisation précise) (III) la mention dans un texte arabe d'une hisn (forteresse) démantelée lors de l'invasion arabe de 870 mais sans précision sur sa localisation.

### Moyen Âge
La première mention certaine date des années 1240 où le fort est appelé Castrum maris (le château de la mer). Un acte de notaire de 1274 fait un inventaire complet du château, 2 chapelles y sont inventoriées, les chapelles Sainte-Anne et Saint-Ange. En 1276, 50 soldats sont ajoutés à la garnison précédente de 100 soldats provençaux. Le château a aussi à sa disposition une petite galère (appelée sagittia) de 60 rameurs. Pendant la guerre des Vêpres siciliennes, la bataille de Malte en 1283 a lieu dans le port, juste devant le château, où étaient amarrées les galères angevines qui se font battre par la flotte aragonaise de Roger de Lauria.
Le château sert de résidence seigneuriale et de centre du pouvoir, tant pendant la période angevine que la période aragonaise qui suit. Il est le symbole de la puissance extérieure et de ce fait, souvent opposé au pouvoir local des nobles de L-Imdina. Le château est le centre d'un quartier animé, orienté vers la mer, propice au commerce voire à la piraterie, et dont les habitants échappent aux taxes locales maltaises.
Lors de l'Insurrection maltaise de 1425-1428, Gonsalvo Monroy, le dernier marquis de Malte, est assiégé par la population maltaise dans le château avec son épouse.

### Sous les Chevaliers

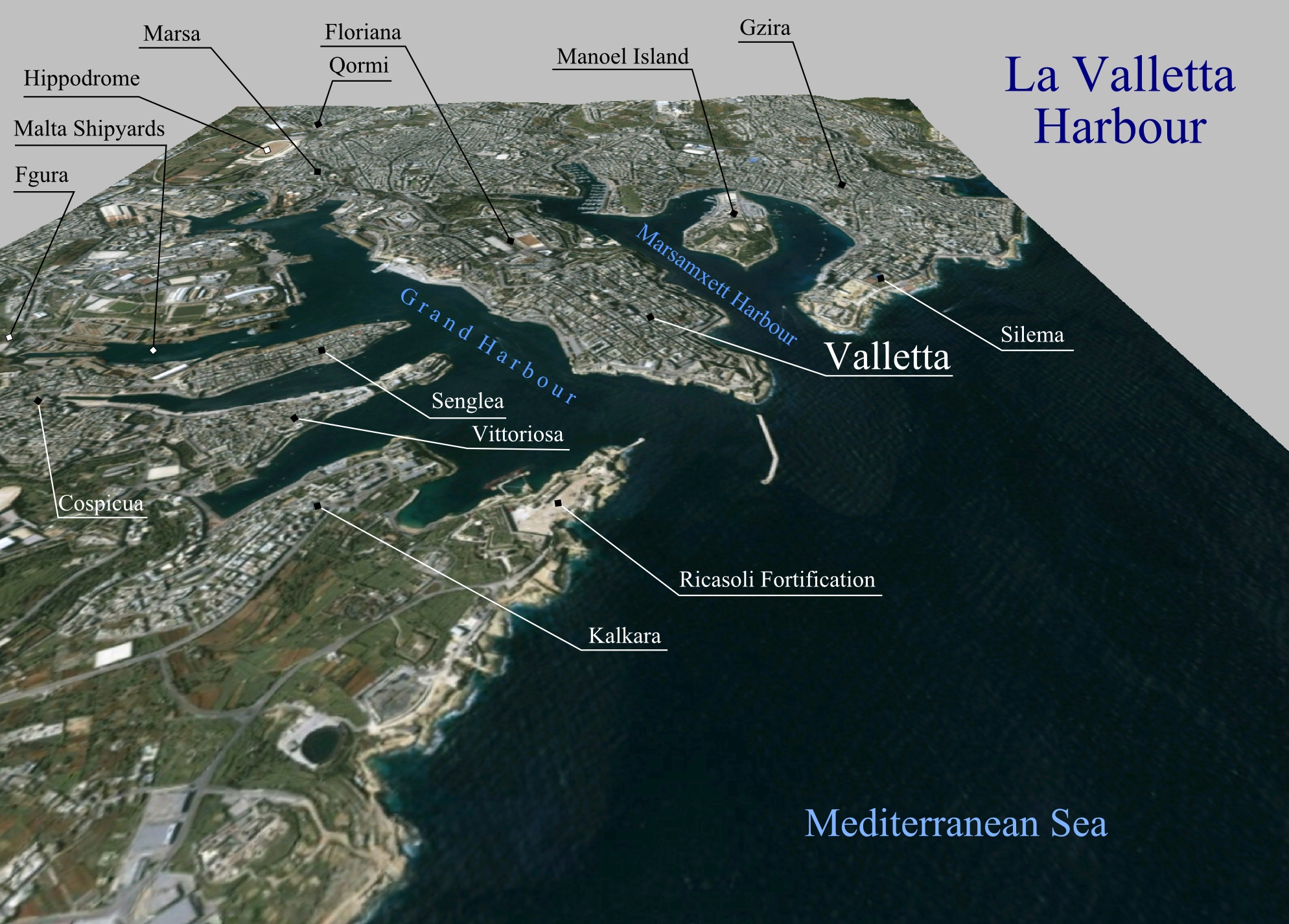
Site des baies de La Valette, le Fort Sant'Angelo est situé à la pointe de la presqu'île de Vittoriosa

Malgré de nombreux travaux de restaurations successifs du principal fort de l'île, le Castrum Maris est en piteux état quand les Hospitaliers de l'ordre de Saint-Jean de Jérusalem en prennent possession à Malte en 1530. Il reste un château médiéval, peu protégé des attaques des canons. Il n'y a pourtant pas d'autre fortification sérieuse, et le château sera la première résidence des grands maîtres de l'Ordre à Malte. C'est dans la chapelle Sainte-Anne que sera enterré Philippe de Villiers de L'Isle-Adam, le premier maître de l'Ordre à Malte, avant que son corps soit transporté dans la co-cathédrale Saint-Jean de La Valette.
Les Chevaliers vont progressivement moderniser le fort, renforcer les murailles, lui ajouter des bastions de tir et le protéger par un fossé le séparant du bourg de Birgu. Le fort aura une fonction primordiale pendant le Grand Siège de 1565. Ses canons ont permis de repousser les assauts des Turcs sur Senglea, en coulant 9 galères ottomanes avec leur équipage.
La date à laquelle le fort perd son ancien nom de Castrum maris et devient consacré à saint Ange n'est pas parfaitement déterminée. Une chapelle Saint-Ange existait dès 1274, mais sa dénomination n'est certaine qu'à partir du 19 juillet 1540 quand le chevalier Claudius de Humblieres est enfermé dans la prison du Carcere Sti Angeli.
C'est dans les années 1680 que l'ancien fort est reconstruit et qu'il prend son aspect actuel, sous la direction de Don Carlos de Grunenbergh (en), ingénieur espagnol invité par les Chevaliers. Le fort a la particularité unique à Malte d'être construit presque exclusivement avec du Zonqor, pierre calcaire locale très dure et résistante.

### Époque moderne
Durant la domination britannique, le fort est utilisé comme établissement militaire naval et dépôt mais change peu d'aspect. Il est même rebaptisé un temps  HMS Egmont. Il est fortement endommagé par les bombardements de la Seconde Guerre mondiale et plus tard par sa transformation temporaire en hôtel avec piscine.

## Le site aujourd'hui
Le fort est actuellement la propriété de l’État de Malte qui en a confié la gestion à Heritage Malta l'agence patrimoniale et culturelle maltaise. Un ambitieux programme de restauration du fort est en cours, financé à hauteur de 13,5 millions d'euros par le Fonds européen de développement régional (FEDER) et 1,5 million par Heritage Malta.  À cette restauration, sous le contrôle de Heritage Malta, sont impliqués un consortium privé et l'ordre souverain de Malte qui, en échange d'une location de 99 ans se charge du cœur historique, la résidence du grand maître et la chapelle Sainte-Anne (en).